# Визрівання

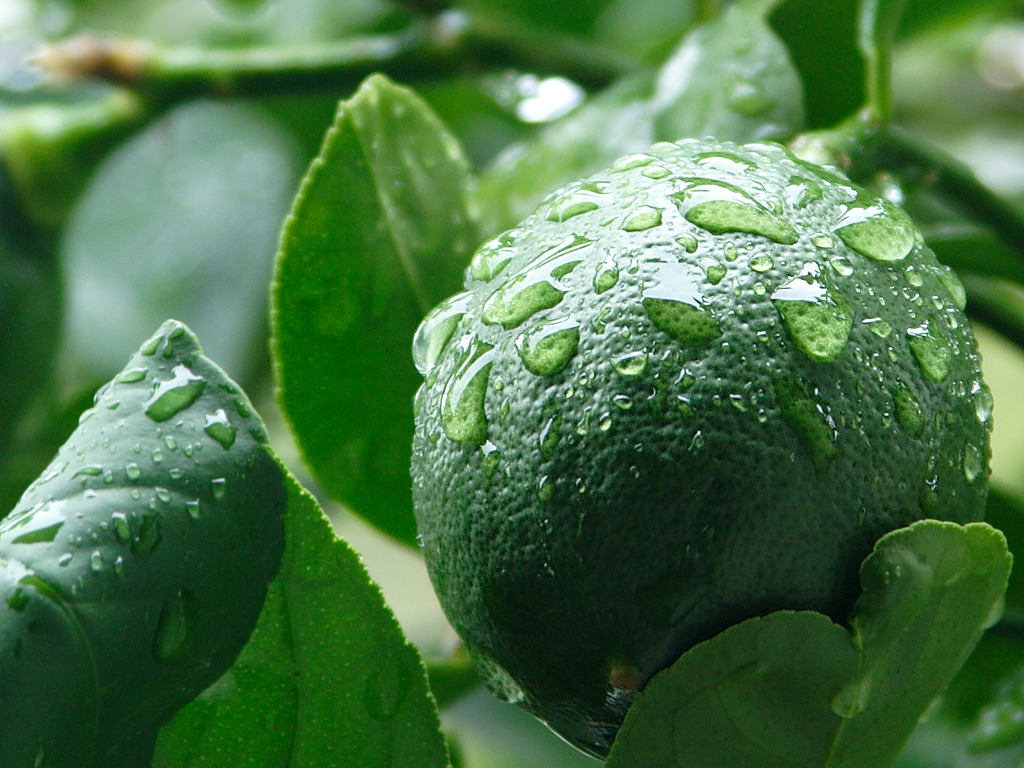
Зелені лимони, до визрівання.

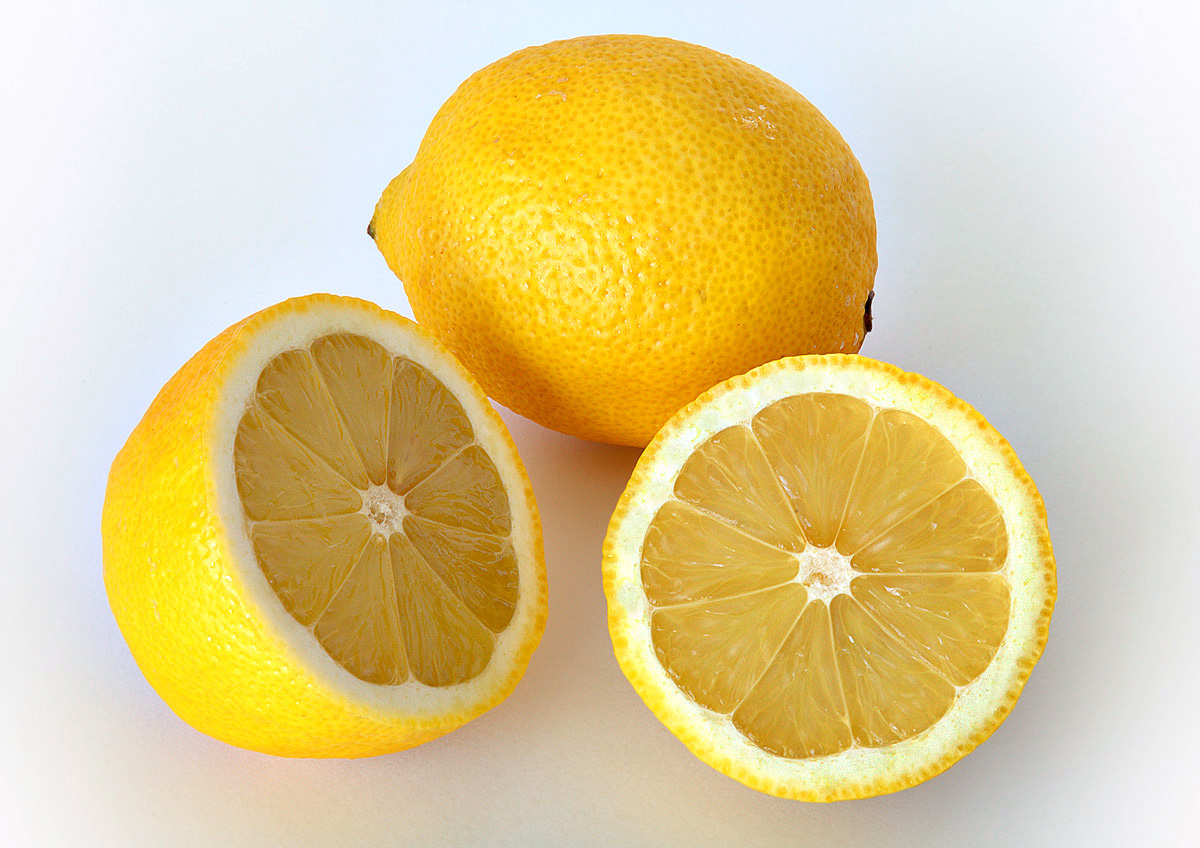
Зрілі лимони.

Визрівання — процес, в результаті якого плоди рослин стають більш їстівними та здатними до розмноження. Загалом, під час визрівання плід стає більш солодким, менш кислим, м'якішим та змінює свій колір з зеленого на червоний, жовтий або інші кольори.
Життєвий цикл рослини у великій мірі контролюється гормонами. Головним гормоном рослин, що відповідає за визрівання, є етилен, газ, що утворюється рослинами з амінокислоти метіоніну. Етилен збільшує внутріклітинні концентрації кількох ферментів, з яких найважливійшими є амілаза, що гідролізує крохмаль, перетворюючи його на прості цукри, та пектиназа, що гідролізує пектин, речовину, що відповідає за міцність та жорсткість плоду. Інші ферменти руйнують зелений пігмент хлорофіл, що замінюється іншими пігментами жовтого, червоного або синього кольору.

## Морфологічні зміни
Зміни, що відбуваються всередині зав'язі, супроводжуються зростанням і змінами навколопліддя. Є два основних типи зміни навколопліддя: процес змін призводить до зневоднення тканин (плід з таким типом зміни навколопліддя називається сухим) — або навколопліддя розростається (зазвичай за рахунок тканин зав'язі або квітколожа), що пов'язано зі збільшенням числа клітин, їх розміром і утворенням міжклітинних просторів (в цьому випадку плід називається соковитим).

## Визрівання зерна
Початковий етап визрівання зерна називають молочною стиглістю. Молочна стиглість настає через 10 — 14 днів після запліднення і триває один-два тижні. На цей час зерно майже повністю виростає у довжину, вміст його являє собою молочнорідкий із суспензованими крохмальними зернами розчин. Води в зерні на початку фази 60, з наприкінці — 40 %. Після висушування об'єм зерна зменшується майже втроє, воно стає дрібним, зморшкуватим, але має досить високу енергію проростання. Це пояснюється тим, що в ньому достатній вміст розчинних поживних речовин. Однак таке зерно швидко втрачає схожість. На етапі молочної зрілості в зерно продовжують надходити і відкладатися там поживні речовини. Зазвичай через 10-12 днів після молочної зрілості настає воскова стиглість. У багатьох культур спостерігається майже повне пожовтіння всієї рослини. Зерно набуває звичного "зернового" кольору і воскової консистенції (звідси і назва), легко ріжеться нігтем. Наприкінці цієї стадії припиняється накопичення в зерні органічних речовин. З етапу воскової стиглості починають роздільне збирання врожаю більшості культур. Залежно від породних умов через 6—12 днів після воскової настає повна стиглість. Зерно в цій фазі сухе містить — у південних районах 13—15, у північних — 17—20 % води. Оскільки об'єм його зменшується, можливі втрати врожаю від обсипання, особливо у нестійких проти цього сортів.